# Fantazja–Przygoda–Rozrywka
„Fantazja–Przygoda–Rozrywka” – seria książek z gatunku fantastyki naukowej wydawana przez Krajową Agencję Wydawniczą, ukazująca się w latach 1978-1991. W serii ukazało się ok. 50 pozycji. Redaktorem większości pozycji w serii był Andrzej Wójcik . Nakłady poszczególnych pozycji wynosiły od 20 do 150 tysięcy egzemplarzy.
Seria, popularnie zwana była „Czarną serią”, serią „z dżdżownicą” lub „z glizdą”, powstała z inspiracji i początkowo była współwydawana przez Ogólnopolski Klub Miłośników Fantastyki i Science Fiction.
Publikowała literaturę przeważnie polskich pisarzy, nieliczne wyjątki, to: francuskie Remedium oraz niemieckojęzyczne Taniec potworów, Pierwsze podróże w czasie i Arka Noego .

## Oprawa graficzna
Większość pozycji została wydana w formacie 17 cm, z czarną okładką. Od 1982 r. zaczęły się ukazywać także pozycje w formacie zeszytowym 28 cm z białą okładką (np. Cała prawda o planecie Ksi czy Miliardy białych płatków), dwie pozycje ukazały się w formacie 20,5 cm (2. wydanie Cylindra van Troffa i Rezerwat) . Te mutacje zeszytowe Marek Oramus określa jako wydawane w „skandalicznym opracowaniu graficznym” i na marnym, gazetowym papierze. 
Wśród autorów grafik na okładkach byli m.in.: Waldemar Andrzejewski czy Wiktor Żwikiewicz . 
Do 1981 r. na tylnej okładce książek drukowany był tekst reklamujący OKMFiSF, który zniknął po rozwiązaniu organizacji.

## Odbiór i nagrody
Seria uważana była za mało udaną i krytykowana za poziom publikowanych utworów. Andrzej Wójcik tłumaczy to przyjętą strategią promowania debiutantów. Mimo to seria zdobyła dwie europejskie nagrody, co Wójcik wyjaśnia dobrą promocją wśród jurorów.
- „Premio Europa” 1980 dla najlepszego europejskiego wydawnictwa SF na V Europejskim Kongresie SF w Stresie,
- „Prix Européen” 1982 dla najlepszego europejskiego wydawnictwa SF na VII Europejskim Kongresie SF w Mönchengladbach[3] [10].

Marek Oramus wyjątkowo ostro ocenia serię. Pisze, że to „wyjątkowo marna fantastyka”, grupująca „płody na poły grafomańskie” (zalicza do nich zwłaszcza Neurony zbrodni Penciak, Dzień czerwonego giganta Kurty i Zamieszkałą planetę Weinfelda), zaś prezentowane debiuty określa jako przedwczesne, których „żaden z szanujących się wydawców nie opatrzyłby swoim znakiem”. Krytykuje wydawnictwo, które z serii uczyniło „narzędzie do przynoszenia wydawcy maksymalnych dochodów”; współpracę z OKMFiSF określa jako „rzekomą” i niemającą wiele wspólnego z ruchem fanów. Podsumowuje, oceniając, że za sprawą serii na polski rynek książek s-f nastąpił „zalew szmiry, chały, popłuczyn, miazgi i wszelkiego gatunkowego mułu”.

## Wykaz pozycji
1. Krzysztof Boruń – Ósmy krąg piekieł
2. Andrzej Krzepkowski – Obojętne planety
3. Krzysztof Boruń – Toccata
4. Andrzej Krzepkowski, Andrzej Wójcik – Obszar nieciągłości
5. Stefan Weinfeld – Władcy czasu
6. Zbigniew Dolecki – Muszla Egejska
7. Ryszard Głowacki – Paroksyzm numer minus jeden
8. Mieczysław Kurpisz – Bez przerwy wypełniać tę ciszę
9. Zbigniew Prostak – Kontakt
10. Adam Hollanek – Ukochany z Księżyca
11. Stefan Weinfeld – Janczarzy kosmosu
12. Lucyna Penciak – Neurony zbrodni
13. Andrzej Trepka – Kosmiczny meldunek
14. Andrzej Trepka – Totem leśnych ludzi
15. Michał Markowski – Ożeniłem się z brzydką dziewczyną
16. Carlos Rasch – Taniec potworów
17. Aleksandra Szarłat, Ewa Szymańska – Bogowie naszej planety
18. Eric Simon(inne języki), Reinhard Heinrich(inne języki) – Pierwsze podróże w czasie
19. Andrzej Krzepkowski – Kreks
20. Henryk Kurta – Dzień Czerwonego Giganta
21. Janusz A. Zajdel – Ogon diabła
22. Ryszard Głowacki – Raport z rezerwatu
23. Tadeusz Markowski – Tak bardzo chciał być człowiekiem
24. Zbigniew Prostak – Planeta zielonych widm
25. Stefan Wul(inne języki) – Remedium(inne języki)
26. Stefan Weinfeld – Zamieszkała planeta
27. Michał Markowski – Ocean niespokojny
28. Adam Hollanek – Olśnienie
29. Julia Nidecka – Goniący za Słońcem
30. Adam Hollanek – Kochać bez skóry
31. Andrzej Trepka – Końcówka
32. Michał Markowski – Pajęczyna. Po drugiej stronie Księżyca
33. Janusz A. Zajdel – Cała prawda o planecie Ksi
34. Czesław Białczyński – Miliardy białych płatków
35. Zbigniew Prostak – Spłacony dług
36. Tadeusz Markowski – Umrzeć, by nie zginąć
37. Mieczysław Kurpisz – Ataraksja
38. Wiktor Żwikiewicz – Imago (2 t.)
39. Andrzej Trepka – Rezerwat
40. Krzysztof Boruń – Małe zielone ludziki (2 t.)
41. Marek Baraniecki – Głowa Kasandry
42. Jacek Izworski – Gwiezdne szczenię
43. Adam Synowiec – Powrót z przesiadką
44. Marek Nowak – Klinika psychiatryczna
45. Jan Dobraczyński – Wyczerpać morze
46. Martin Eisele(inne języki) – Arka Noego(inne języki)
47. Andrzej Drzewiński, Andrzej Ziemiański – Nostalgia za Sluag Side
48. Janusz A. Zajdel – Cylinder van Troffa
49. Marcin Wolski – Bogowie jak ludzie
50. Wojciech Bauer – Wieża Życia

### Inne pozycje
Niekiedy do niniejszej serii zalicza się tytuły, których przynależność wydaje się być problematyczna, z powodu innego logo oraz innej kolorystyki okładek niż wcześniejsze pozycje serii : 
- Janusz Mil, Sławomir Mil – Exodus VI,
- Maciej Parowski – Sposób na kobiety,
- Wiesław Jażdżyński – Adara nie odpowiada,
- Marcin Wolski – Numer,
- Andrzej Drzewiński – Zabawa w strzelanego.